# Royal Brunei Airlines
Royal Brunei Airlines Sdn Bhd, Brunei hivatalos légitársasága, melynek központja az RBA Plázában található Bandar Seri Begawan-ban. A légitársaság a Brunei kormány tulajdona. Központi repülőterük a Brunei Nemzetközi Repülőtér.
1974-ben alapították, először két repülőgépből álló flottával, mellyel Szingapúrba, Hongkongba, Kota Kinabaluba és Kutchingba, a Royal Brunei Airlines napjainkban 11 repülőből álló flottával 14 célállomásra repül Északkelet-Ázsiába, Közel-Keletre, Európába és Ausztráliába.

## Flotta
Royal Brunei Airlines flottája 2013 októberében:

## Sky Lounge
A SkyLounge egy exkluzív váró a brunei nemzetközi repülőtéren. 2004 januárjában nyitották meg a repülőtér indulási oldalán. A várót a Royal Brunei Airlines első és üzleti osztályú, valamint a Royal Skies törzsutas program arany és ezüst szintű utasai számára hozták létre. A várót a Royal Brunei Airlinessal egyezményben lévő légitársaságok is használhatják, mint például a Singapore Airlines utasai.